# 朱姵慈
朱姵慈，台灣媒體工作者，現為《今周刊》記者、ESG永續台灣主編。

## 生平
2017年9月27日，朱姵慈獨家製作《船之子•搏命的漁人》系列報導專題；11月30日，朱姵慈獨家製作中山女高性騷擾事件專題；12月12日，朱姵慈專訪曾是中國活摘器官的新疆醫生、現到英國政治庇護的安華托帝·博格達；12月22日，朱姵慈親赴高雄市大林蒲專訪當地空汙危機。
2018年2月16日，朱姵慈專訪2012年遭中國政府拘捕的台灣公民鍾鼎邦；2月23日，朱姵慈到監獄專訪遭冤獄的蕭明岳；2月底，朱姵慈赴柬埔寨獨家報導當地醫療及雛妓情況。
2018年3月，朱姵慈離開東森新聞，轉戰TVBS新聞台。
2018年3月30日，朱姵慈專訪揭發中國孔子學院黑幕的導演秋旻；5月23日，朱姵慈獨家揭發越南籍逃逸移工黃文團離奇死亡案件；5月31日，朱姵慈專訪紀錄片導演李惠仁。
2018年7月，朱姵慈離開TVBS新聞台，轉戰《蘋果日報》。
2018年7月25日，朱姵慈專訪「統神」張嘉航，登上當日《蘋果日報》A6版整版。

## 經歷
- 東森新聞社群記者
- TVBS新聞台記者
- 《蘋果日報》記者
- 《今周刊》記者、ESG永續台灣主編[15]

## 得獎
- 第11屆扶輪社公益金輪獎[16]
- 星雲真善美傳播獎社會前進獎[17]
- 2018平冤年度新聞獎[18]

## 外部連結
- 官方网站（繁體中文）
- Patrice Travel LIVE 環球實境的Facebook專頁
- YouTube上的Patrice Travel LIVE頻道
- Patrice的Instagram帳戶